# Franz Xaver Schwarz
Franz Xaver Schwarz (ur. 27 listopada 1875 w Günzburgu, zm. 2 grudnia 1947 w obozie internowania pod Ratyzboną) – niemiecki urzędnik, polityk i działacz partyjny, główny skarbnik NSDAP (niem. Reichsschatzmeister der NSDAP), poseł do Reichstagu, sekretarz stanu w ministerstwie finansów (1933–1945), Reichsleiter, honorowy SS-Oberstgruppenführer. Uczestnik I wojny światowej.

## Młodość
Po ukończeniu szkoły w Günzburgu Schwarz rozpoczął karierę urzędniczą. W latach 1895–1899 odbywał służbę wojskową: przez pierwsze dwa lata jako ochotnik w bawarskim pułku piechoty lejbgwardii w Monachium, następnie jako pisarz w komendanturze monachijskiej, gdzie dosłużył się stopnia sierżanta. Od 1900 do 1925 roku pracował w urzędzie miejskim Monachium, gdzie ostatecznie osiągnął stanowisko szefa administracji urzędu. Podczas I wojny światowej służył ponownie w bawarskiej armii od 1914 do 1918 roku, kiedy to został przeniesiony do rezerwy w stopniu porucznika.

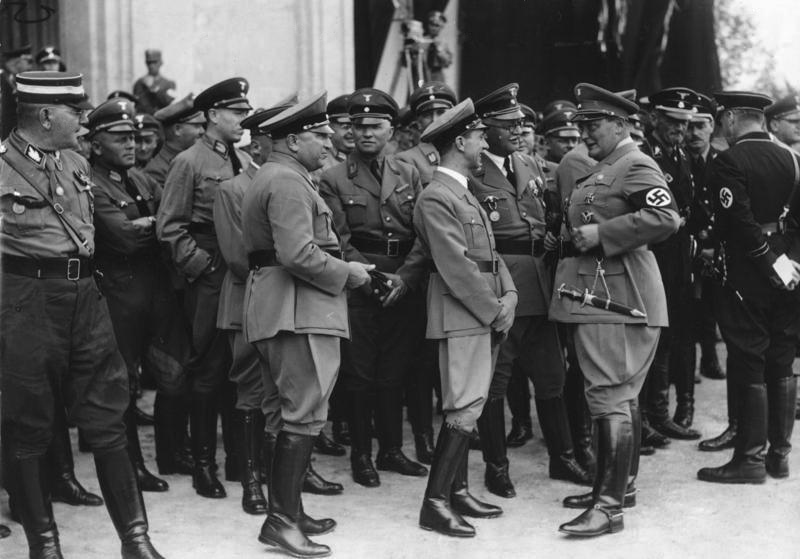
Schwarz między Goebbelsem i Göringiem

## Kariera w NSDAP
Po wojnie Schwarz zaangażował się w działalność polityczną w kręgach skrajnej prawicy. Na początku lat dwudziestych działał w volkistowskim Deutschvölkischen Schutz- und Trutzbund oraz w monachijskiej konserwatywnej straży obywatelskiej (Einwohnerwehr). W 1922 roku wstąpił do NSDAP, a po jej odnowieniu – ponownie w lutym 1925 roku, otrzymując legitymację partyjną z numerem 6. Usunięty z administracji miasta Monachium po puczu Hitlera został w 1924 pierwszym kasjerem w Bloku Narodowym oraz Wielkoniemieckiej Wspólnocie Narodowej (GDVG), południowoniemieckiej organizacji firmującej pracę NSDAP. W 1925 Adolf Hitler powierzył mu funkcję skarbnika (kierownika finansów) partii („Reichsschatzmeister der NSDAP”). To pełnoetatowe stanowisko, piastowane w starej partii nazistowskiej przez Maxa Ammanna, Schwarz zajmował przez prawie dwie dekady, mimo swego zaawansowanego wieku, do końca nazistowskich rządów w maju 1945 roku. W 1931 r. Schwarz wstąpił również do SS (nr członkowski 38500), a od 1933 do 1945 był sekretarzem stanu w ministerstwie finansów.
W wyborach parlamentarnych w 1933 r. został wybrany do Reichstagu jako reprezentant Frankonii i odtąd był wybierany deputowanym do końca wojny. W 1935 roku otrzymał w partii najwyższą rangę – Reichsleiter (jeden z 18), zaś 20 kwietnia 1942 r. został przez Hitlera uhonorowany stopniem SS-Oberstgruppenführera, najwyższym w SS (poza Reichsführer-SS).
W okresie okupacji hitlerowskiej imieniem Franza Xavera Schwarza nazwano Nowy Rynek w Bydgoszczy, plac, na którym stoi katedra w Łodzi (obecnie pl. Jana Pawła II) oraz ulicę Partyzancką (wcześniej Legionów) w Pabianicach.
Schwarz otrzymał wiele odznaczeń, m.in. Order Krwi, Krzyż Gdański i Wojenny Krzyż Zasługi pierwszej klasy z mieczami. Ten ostatni z 5 czerwca 1944 r. za swoją pracę w czasie nalotów na Monachium.

## Okres powojenny
Pod koniec wojny Franz Xaver Schwarz, dostał się do niewoli amerykańskiej. Początkowo, do sierpnia 1945 roku, był przetrzymywany przez aliantów wraz z innymi czołowymi nazistami w luksemburskim Mondorf-les-Bains. Następnie został przewieziony do obozu internowania pod Ratyzboną, gdzie był poddawany długiemu i intensywnemu śledztwu, dotyczącemu m.in. wykorzystania środków finansowych partii i księgowości.
Schwarz zmarł w grudniu 1947 roku jako więzień. Kilka miesięcy później, we wrześniu 1948 r., został pośmiertnie uznany przez monachijski urząd denazyfikacyjny za „głównego winowajcę” (Hauptschuldiger).